# تام لاگارد
تام لاگارد (انگلیسی: Tom LaGarde؛ زاده ۱۰ فوریهٔ ۱۹۵۵) بازیکن بسکتبال اهل ایالات متحده آمریکا است.